# Baeus senus
Baeus senus är en stekelart som beskrevs av Mikhail Vasilievich Kozlov och Lê 1987. Baeus senus ingår i släktet Baeus och familjen Scelionidae. Inga underarter finns listade.